# Umm al-Tut
Umm al-Tut (àrab: ام التوت, Umm at-Tūt, literalment ‘Lloc de Mores’) és una vila palestina de la governació de Jenin, a Cisjordània, al nord de la vall del Jordà, 6 kilòmetres al sud-est de Jenin. Segons el cens de l'Oficina Central Palestina d'Estadístiques (PCBS), Umm al-Tut tenia 1.003 habitants en 2007.

## Història
En 1882 el Survey of Western Palestine del Fons per a l'Exploració de Palestina va descriure la vila com a semblant a El Mughair, i que es troba "entre els matolls densos al nord i a l'oest, i té terra arada oberta al sud."
Al cens de Palestina de 1922, realitzat per les autoritats del Mandat Britànic, Umm al-Tut had tenia 94 musulmans, incrementats en el cens de 1931 a 129 musulmans en un total de 24 llars.
En 1945 la població era de 170 musulmans, amb 4,876 dúnams de terra, segons un cens oficial de terra i població. D'aquests, 132 dúnams eren usats per plantacions i terra de rec, 1,705 dúnams eren per cereals, amb un total de 6 dúnams de sòl urbanitzat.
Com a conseqüència de la guerra araboisraeliana de 1948, i després dels acords d'armistici araboisraelians de 1949, Umm al-Tut van passar a pertànyer a Jordània i després de la Guerra dels Sis Dies de 1967, ha estat sota domini israelià.
La vila és un centre important dels recursos naturals, els pobles propers usen el 10% dels abundants excedents de llenya d'Umm al-Tut i també depenen de moltes pastures d'Umm al-Tut per pasturar el seu bestiar. A causa d'això, Umm al-Tut està sota una forta pressió a causa dels augments en la pastura il·legal, la caça i aprofitament de residus, així com els atacs il·legals de propietat dels pobles veïns per convertir en estocs agrícoles.